# Aquiles Fabregat
Aquiles Fabregat, más conocido como Fabre (Montevideo, 15 de febrero de 1938 - Buenos Aires, 10 de noviembre de 2010), fue un periodista, humorista y guionista gráfico uruguayo. 
Fue uno de los pilares de la revista Hum®, junto a Andrés Cascioli y Tomás Sanz, y además su secretario de redacción hasta 1994, cinco años antes de que se discontinuara, en octubre de 1999. También fue codirector de la revista Sex Humor junto a Pablo Colazo. En 1998 fundó la revista La Murga y fue su jefe de redacción, pero solo salieron editados cuatro números. También fue responsable de la revista ¡Berp! junto a Julio Parissi y Jorge Barale y del suplemento Palabras cruzadas del diario La República, de Uruguay. Se destacaba además como crucigramista, siendo un gran cultor del buen uso del idioma. Sus juegos de palabras se publicaron en la revista Humor & Juegos, Crucigrama, y en los posteriores títulos de Ediciones de Mente. En 1980 formó parte del equipo del programa radial Señoras y señores conducido por Fernando Bravo en Radio El Mundo. Luego participó como columnista en el programa de radio "En ayunas" desde abril de 1984 hasta diciembre de 1988, junto a Jorge Guinzburg, Carlos Abrevaya, Elizabeth Vernaci, Marcelo Zlotogwiazda, Carlos Ulanovsky, y Alfredo Leuco entre otros. En 1992 trabajó nuevamente con Fernando Bravo en un magazín matinal en Radio La Red.
Falleció en la mañana del 10 de noviembre de 2010 en su domicilio del barrio de Monserrat, a causa de un cáncer de pulmón.
Su padre fue el escritor Roberto Fabregat Cúneo.

## Historietas
- Romancero del Eustaquio. Solo texto.
- Romancero ilustrado del Eustaquio. (1979). Dibujos de Tabaré.
- Manfloro. Dibujos de Tabaré.
- El cacique Paja Brava. Dibujos de Tabaré.
- Don Chipote de la Pampa. Dibujos de Tabaré.
- Vida interior. Dibujos de Tabaré.

## Libros
- 1990 - De Quevedo a Jaimito. Antología del cuento verde.[4]
- 1983 - Canto popular uruguayo. En coautoría con Antonio M. Dabezies.